# Мустакаллио (остановочный пункт)
Му́стака́ллио (фин. Mustakallio) — бывший остановочный пункт на 374,15 км перегона Лоймола — Пийтсиёки линии Маткаселькя — Суоярви Октябрьской железной дороги. Находится на территории урочища Мустакаллио Лоймольского сельского поселения Суоярвского района Республики Карелия.

## История
Участок Маткаселькя — Лоймола , был открыт 15 декабря 1920 года. Основной задачей было соединить железной дорогой восточные приграничные с СССР земли с центральной Финляндией. Участок 
Лоймола — Суоярви, где впоследствии была организована платформа Мустакаллио (фин. seisake Mustakallio), был открыт только 1 января 1923 года. А конечный пункт — станция Найстенъярви — 16 октября 1927 года.
Остановочный пункт Mustakallio был организован 22 мая 1932 года в абсолютно ненаселённой местности среди обширных болотных массивов как пункт примыкания для подъездного пути, отходившего в северо-западном направлении (длина около 0,45 км), предназначенного для погрузки леса. В черте остановочного пункта был железнодорожный переезд для зимней дороги, в настоящее время ликвидированный, однако на топографической карте 1990 года ещё обозначенный. Пункт примыкания административно относился к станции Лоймола.
О дате ликвидации пункта однозначно сказать сложно, однако в Атласе железных дорог СССР за 1968 год Мустакаллио ещё обозначен.
В настоящее время (2019 год) возле бывшего остановочного пункта сохранился фундамент от бывшего станционного здания. Лесная дорога, подходящая к бывшему остановочному пункту, сильно заболочена и доступна только для подготовленного транспорта.
С финского языка название остановочного пункта переводится как Чёрная скала.

## Галерея
- Платформа Мустакаллио
- Вид в сторону ст. Пийтсиёки.
- Вид в сторону ст. Лоймола.
- Железнодорожные запчасти на финском станционном фундаменте.